# 赤穂発電所
赤穂発電所（あこうはつでんしょ）は、兵庫県赤穂市加里屋字東沖手1062にある、関西電力の石油火力発電所。2025年7月末で火力発電所としては廃止が予定されている。

## 概要
1979年1月の岡山県知事への計画協力の要請、1982年8月13日から1983年8月30日までの環境調査、1984年11月1日の着工を経て、1987年9月に1号機が運転を開始、2号機までが建設された。毎年4月初旬に構内を開放して、さくらまつりを開催している。
石油火力発電所であるため原油高の影響を受けやすいほか、不況による電力需要の伸び悩みなどにより1号機が2001年から2007年まで長期計画停止されるなど、稼動率は低い。
重油・原油から、石炭への燃料転換工事を2015年度中に着工し、2020年度の完成を目指していた。しかし、計画の公表以降、節電の定着や省エネの進展などにより関西の電力需要が減少し、今後も大きな伸びは期待できない状況にあることや、2015年7月に2030年のエネルギーミックスが策定され、政府の温室効果ガス削減目標が設けられるなど、二酸化炭素（CO2）排出量の削減に向けた対策の強化が求められていることなど、当社を取り巻く経営環境を勘案した結果、赤穂発電所の燃料転換計画を見直し、重油・原油を燃料とする現在の運用を継続することとした。

## 発電設備
- 総出力：120万kW[8]

1号機
定格出力：60万kW
使用燃料：原油、重油
営業運転開始：1987年（昭和62年）9月25日
2号機
定格出力：60万kW
使用燃料：原油、重油
営業運転開始：1987年（昭和62年）12月11日